# NGC 5433
NGC 5433 est une galaxie spirale (magellanique ?) située dans la constellation des Chiens de chasse. Sa vitesse par rapport au fond diffus cosmologique est de 4 552 ± 15 km/s, ce qui correspond à une distance de Hubble de 67,1 ± 4,7 Mpc (∼219 millions d'al). NGC 5433 a été découverte par l'astronome germano-britannique William Herschel en 1787.
NGC 5433 présente une large raie HI et elle renferme également des régions d'hydrogène ionisé. C'est aussi possiblement une galaxie du champ, c'est-à-dire qu'elle n'appartient pas à un amas ou un groupe et qu'elle est donc gravitationnellement isolée. La luminosité de NGC 5433 dans l'infrarouge lointain (de 40 à 400 µm)  est égale à 6,76 × 1010 {\displaystyle L_{\odot }} (1010,83{\displaystyle L_{\odot }}) et sa luminosité totale dans l'infrarouge (de 8 à 1 000 µm) est de 7,08 × 1010 {\displaystyle L_{\odot }} (1010,85{\displaystyle L_{\odot }}).
À ce jour, une mesure non basée sur le décalage vers le rouge (redshift) donne une distance d'environ 60,800 Mpc (∼198 millions d'al). Cette valeur est légèrement à l'extérieur des valeurs de la distance de Hubble. Notons que c'est avec la valeur moyenne des mesures indépendantes, lorsqu'elles existent, que la base de données NASA/IPAC calcule le diamètre d'une galaxie et qu'en conséquence le diamètre de NGC 5433 pourrait être d'environ 42,6 kpc (∼139 000 al) si on utilisait la distance de Hubble pour le calculer.

## Supernova
La supernova SN 2010gk a été découverte le 17 juillet dans NGC 5433 par I. Nayak, S. B. Cenko, W. Li et A. V. Filippenko de l'université de Californie à Berkeley dans le cadre du programme LOSS (Lick Observatory Supernova Search) de l'observatoire Lick. Cette supernova était de type Ic.